# (514107) Каэпаокаавела
Каэпаокаавела (гав. Kaʻepaokaʻawela) — небольшой астероид, находящийся в резонансном движении с Юпитером. Объект был открыт 16 января 2015 года.
Коорбитальная орбита Каэпаокаавелы проходит близко от орбиты Юпитера, но, в отличие от троянских астероидов Юпитера, она вращается вокруг Солнца в противоположном направлении. Возможно, этот астероид некогда пришёл в Солнечную систему из системы другой звезды.
Наклонение орбиты (i) у Каэпаокаавелы составляет 163,00459°, что больше, чем у (471325) 2011 KT19 и 2016 NM56.
Несмотря на сближения с Юпитером каждые несколько лет, особенности гравитационного взаимодействия с планетой позволят Каэпаокаавеле избежать столкновения по крайней мере в течение ближайших нескольких миллионов лет.
Первоначально объект был известен под временным обозначением 2015 BZ509. 9 апреля 2019 года получил официальное имя, которое переводится примерно как «озорство Юпитера» — намёк на необычные параметры орбиты и её резонанс с орбитой газового гиганта.